# Natație la Universiada de vară din 1981

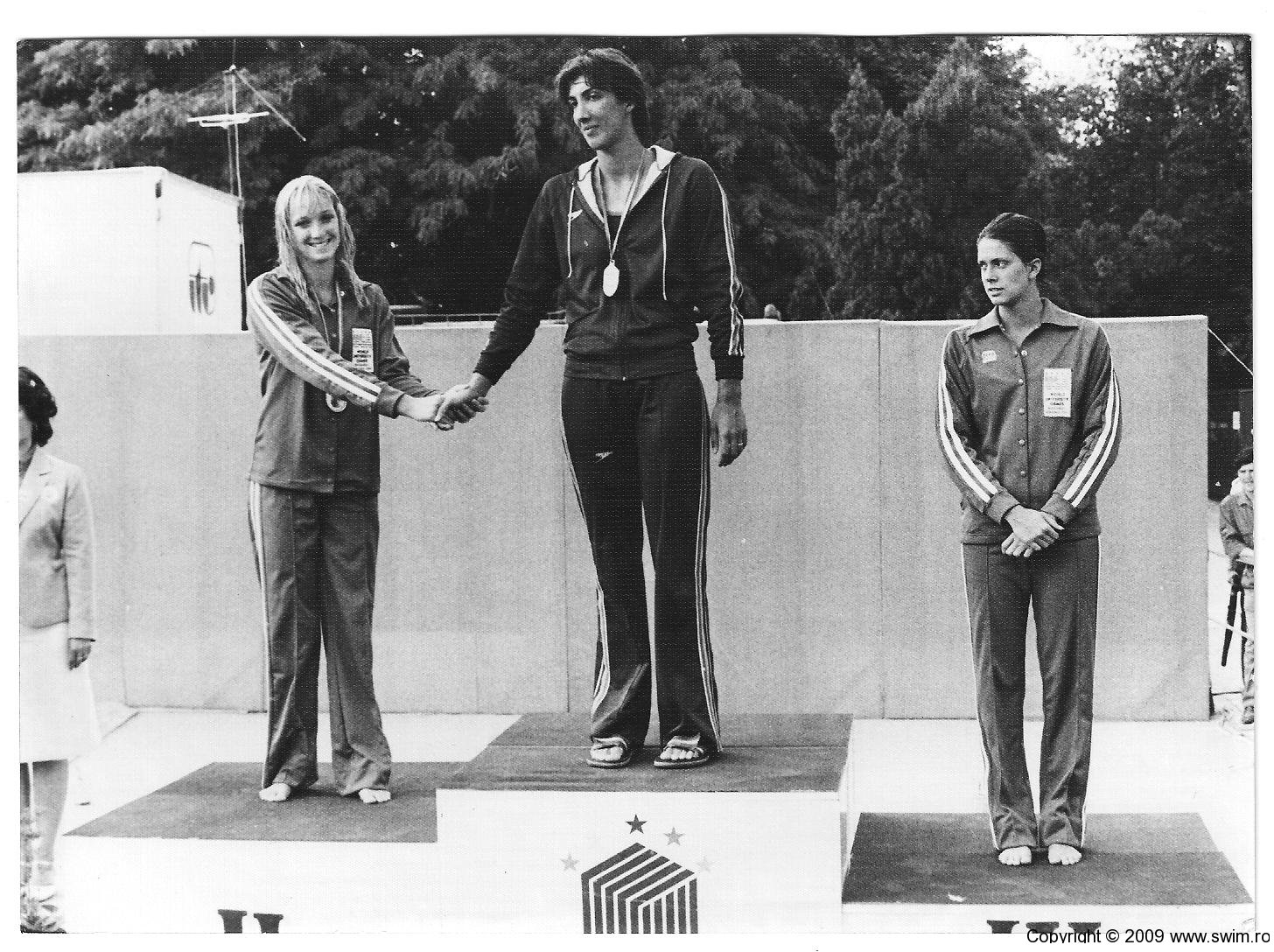
Carmen Bunaciu a câștigat patru medalii dintre care două medalii de aur.

Probele sportive de natație la Universiada de vară din 1981 s-au desfășurat în perioada 22-29 iulie 1981 la București, România. Toate probele au avut loc la Bazinul „23 August”.

## Rezultate
RM - record mondial; RC - record al competiției; RN - record național; PB - cea mai bună performanță a carierei

### Masculin
| Probă sportivă | Aur                                                                                   | Aur         | Argint                                                                           | Argint   | Bronz                                                                 | Bronz    |
| 100 m liber    | Kris Kirschner (USA)                                                                  | 51,39       | Serhii Krasiuk (URS)                                                             | 51,86    | Jorge Fernandes (BRA)                                                 | 52,06    |
| 200 m liber    | Andy Schmidt (USA)                                                                    | 1:52,62 RC  | Jorge Fernandes (BRA)                                                            | 1:52,92  | Djan Madruga (BRA)                                                    | 1:53,00  |
| 400 m liber    | Daniel Machek (TCH)                                                                   | 3:58,08     | Djan Madruga (BRA)                                                               | 3:58,54  | Serghei Kalașnikov (URS)                                              | 4:00,95  |
| 1500 m liber   | Aleksandr Ceaev (URS)                                                                 | 15:22,25 RC | Serghei Kalașnikov (URS)                                                         | 15:40,62 | Monte Brown (USA)                                                     | 15:48,70 |
|                |                                                                                       |             |                                                                                  |          |                                                                       |          |
| 100 m spate    | Serghei Zabolotnov (URS)                                                              | 58,09       | Vladimir Dolgov (URS)                                                            | 58,19    | Rômulo Arantes (BRA)                                                  | 58,24    |
| 200 m spate    | Serghei Zabolotnov (URS)                                                              | 2:03,65     | Djan Madruga (BRA)                                                               | 2:03,73  | Zbigniew Januszkiewicz (POL)                                          | 2:05,37  |
|                |                                                                                       |             |                                                                                  |          |                                                                       |          |
| 100 m bras     | Nicholas Nevid (USA)                                                                  | 1:04,33     | Peter Lang (FRG)                                                                 | 1:05,06  | Arsens Miskarovs (URS)                                                | 1:05,41  |
| 200 m bras     | Arsens Miskarovs (URS)                                                                | 2:19,42 RC  | Nicholas Nevid (USA)                                                             | 2:21,47  | Aleksandr Fedorovski (URS)                                            | 2:23,62  |
|                |                                                                                       |             |                                                                                  |          |                                                                       |          |
| 100 m fluture  | William Paulus (USA) · Robert Placak (USA)                                            | 55,41       |                                                                                  |          | Serghei Kiseliov (URS)                                                | 56,29    |
| 200 m fluture  | Serhii Fesenko (URS)                                                                  | 2:01,86     | Levente Mady (CAN)                                                               | 2:04,75  | Serghei Kiseliov (URS)                                                | 2:04,85  |
|                |                                                                                       |             |                                                                                  |          |                                                                       |          |
| 200 m mixt     | Serhii Fesenko (URS)                                                                  | 2:06,34 RC  | Aleksei Markovski (URS)                                                          | 2:08,37  | Alan Swanston (CAN)                                                   | 2:09,48  |
| 400 m mixt     | Serhii Fesenko (URS)                                                                  | 4:25,53     | Peter Dobson (CAN)                                                               | 4:31,65  | Daniel Machek (TCH)                                                   | 4:32,16  |
|                |                                                                                       |             |                                                                                  |          |                                                                       |          |
| 4x100 m liber  | Statele Unite ale Americii Jerry Spencer Andy Schmidt Paul Goodridge Kris Kirschner   | 3:27,84     | Uniunea Sovietică Iuri Prisekin Aleksei Filonov Aleksei Markovski Serhii Krasiuk | 3:28,09  | Brazilia Jorge Fernandes Marcus Mattioli Ronald Menezes Djan Madruga  | 3:32,42  |
| 4x200 m liber  | Uniunea Sovietică Semenov Serghei Kalașnikov Logvin Iuri Prisekin                     | 7:33,96 RC  | Statele Unite ale Americii Andy Schmidt Jimmy Lee B. McCarthy Kris Kirschner     | 7:34,11  | Brazilia                                                              | 7:38,32  |
| 4x100 m mixt   | Uniunea Sovietică Serghei Zabolotnov Arsens Miskarovs Serghei Kiseliov Serhii Krasiuk | 3:48,75     | Statele Unite ale Americii Dave Wilson Nicholas Nevid Bob Placak Kris Kirschner  | 3:49,55  | Brazilia Rômulo Arantes Luiz Carvalho Marcus Mattioli Jorge Fernandes | 3:55,10  |

### Feminin
| Probă sportivă | Aur                                                                                | Aur        | Argint                                                                           | Argint  | Bronz                                                                       | Bronz   |
| 100 m liber    | Jill Sterkel (USA)                                                                 | 57,17      | Barbara Major (USA)                                                              | 58,28   | Olga Klevakina (URS)                                                        | 58,65   |
| 200 m liber    | Jill Sterkel (USA)                                                                 | 2:03,97 RC | Olga Klevakina (URS)                                                             | 2:04,58 | Irina Lariceva (URS)                                                        | 2:05,38 |
| 400 m liber    | Kim Linehan (USA)                                                                  | 4:15,26    | Irina Lariceva (URS)                                                             | 4:15,50 | Sherri Hanna (USA)                                                          | 4:21,01 |
| 800 m liber    | Kim Linehan (USA)                                                                  | 8:37,50 RC | Irina Lariceva (URS)                                                             | 8:45,01 | Sherri Hanna (USA)                                                          | 8:46,57 |
|                |                                                                                    |            |                                                                                  |         |                                                                             |         |
| 100 m spate    | Carmen Bunaciu (ROM)                                                               | 1:02,47 RC | Kim Carlisle (USA)                                                               | 1:04,53 | Susan Walsh (USA)                                                           | 1:04,74 |
| 200 m spate    | Carmen Bunaciu (ROM)                                                               | 2:13,21    | Kim Carlisle (USA)                                                               | 2:19,02 | Susan Walsh (USA)                                                           | 2:19,11 |
|                |                                                                                    |            |                                                                                  |         |                                                                             |         |
| 100 m bras     | Angelika Knipping (FRG)                                                            | 1:14,20    | Liang Weifen (CHN)                                                               | 1:14,48 | Lina Kačiušytė (URS)                                                        | 1:14,54 |
| 200 m bras     | Lina Kačiušytė (URS)                                                               | 2:35,85 RC | Irena Fleissnerová (TCH)                                                         | 2:38,64 | Cindy Tuttle (USA)                                                          | 2:41,66 |
|                |                                                                                    |            |                                                                                  |         |                                                                             |         |
| 100 m fluture  | Jill Sterkel (USA)                                                                 | 1:01,91 RC | Carol Borgmann (USA)                                                             | 1:02,43 | Carmen Bunaciu (ROM)                                                        | 1:02,98 |
| 200 m fluture  | Kim Carlisle (USA)                                                                 | 2:15,71    | Susie Woodhouse (AUS)                                                            | 2:15,97 | Mayumi Yokoyama (USA)                                                       | 2:17,52 |
|                |                                                                                    |            |                                                                                  |         |                                                                             |         |
| 200 m mixt     | Kim Carlisle (USA)                                                                 | 2:20,43 RC | Olga Klevakina (URS)                                                             | 2:20,81 | Barbara Selter (FRG)                                                        | 2:24,17 |
| 400 m mixt     | Mayumi Yokoyama (USA)                                                              | 4:55,45 RC | Irinel Pănulescu (ROM)                                                           | 5:03,78 | Malgorzata Rozycka (POL)                                                    | 5:07,49 |
|                |                                                                                    |            |                                                                                  |         |                                                                             |         |
| 4x100 m liber  | Statele Unite ale Americii Annie Lett Carol Borgmann Barbara Major Jill Sterkel    | 3:55.05    | Uniunea Sovietică Irina Lariceva Olga Eliseeva Irina Orliuk Olga Klevakina       | 3:57.64 | Canada Kelly Neuber Leslie Brafield Sylvie Kennedy Valerie Whyte            | 4:00.59 |
| 4x100 m mixt   | Statele Unite ale Americii Kim Carlisle Patricia Waters Jill Sterkel Barbara Major | 4:18.84    | România · Carmen Bunaciu · Brigitte Prass · Mariana Paraschiv · Irinel Pănulescu | 4:22.14 | Uniunea Sovietică Irina Orliuk Lina Kačiušytė Olga Klevakina Irina Lariceva | 4:25.96 |

## Clasament pe medalii
| Loc | Țară                       | Aur | Argint | Bronz | Total |
| --- | -------------------------- | --- | ------ | ----- | ----- |
| 1   | Statele Unite ale Americii | 16  | 7      | 7     | 30    |
| 2   | Uniunea Sovietică          | 10  | 10     | 9     | 29    |
| 3   | România                    | 2   | 2      | 1     | 5     |
| 4   | RFG                        | 1   | 1      | 1     | 3     |
| 4   | Cehoslovacia               | 1   | 1      | 1     | 3     |
| 6   | Brazilia                   |     | 3      | 6     | 9     |
| 7   | Canada                     |     | 2      | 2     | 4     |
| 8   | Australia                  |     | 1      |       | 1     |
| 8   | China                      |     | 1      |       | 1     |
| 10  | Polonia                    |     |        | 2     | 2     |